# Nanman

Weltvorstellung des frühen Chinas: Der chinesische Kulturraum (Huaxia) als „Reich der Mitte“, umgeben von den vier Barbarenstämmen, darunter im Süden die Nanman.

Als Man (chinesisch 蠻 / 蛮, Pinyin Mán) beziehungsweise Nanman (南蠻 / 南蛮,  Nánmán), auch Man-yi (蠻夷 / 蛮夷,  Mányí), später Miao (苗 / 苗,  Miáo), wurden im alten China die „südlichen Barbaren“ bezeichnet.
Diese stellten einen der vier Barbarenstämme dar, die – den Himmelsrichtungen zugeordnet – die chinesische Kulturnation (Huaxia) umgaben.
Es handelte sich bei den Man folglich um kein einheitliches Volk, sondern um eine (meist abwertende gebrauchte) Sammelbezeichnung für diverse nicht-sinisierte Gruppen südlich des Jangtsekiang.

## Begriffsgeschichte
Der Begriff Man ist seit der Zhou-Dynastie nachweisbar und wurde zunächst für fremde (und damit per se „unzivilisierte“) Volksgruppen unabhängig von der Himmelsrichtung verwendet. Erst in der Frühphase der Zeit der Streitenden Reiche etablierte sich das Modell der vier Barbarenstämme, bei dem die Man dem Süden (Nan) zugeordnet wurden.
Im zu dieser Zeit entstandenen konfuzianischen Buch der Riten werden die Nanman als Menschen beschrieben, die sich die Stirn tätowierten, die Füße nach innen richteten und ihre Nahrung teils ungekocht verzehrten.

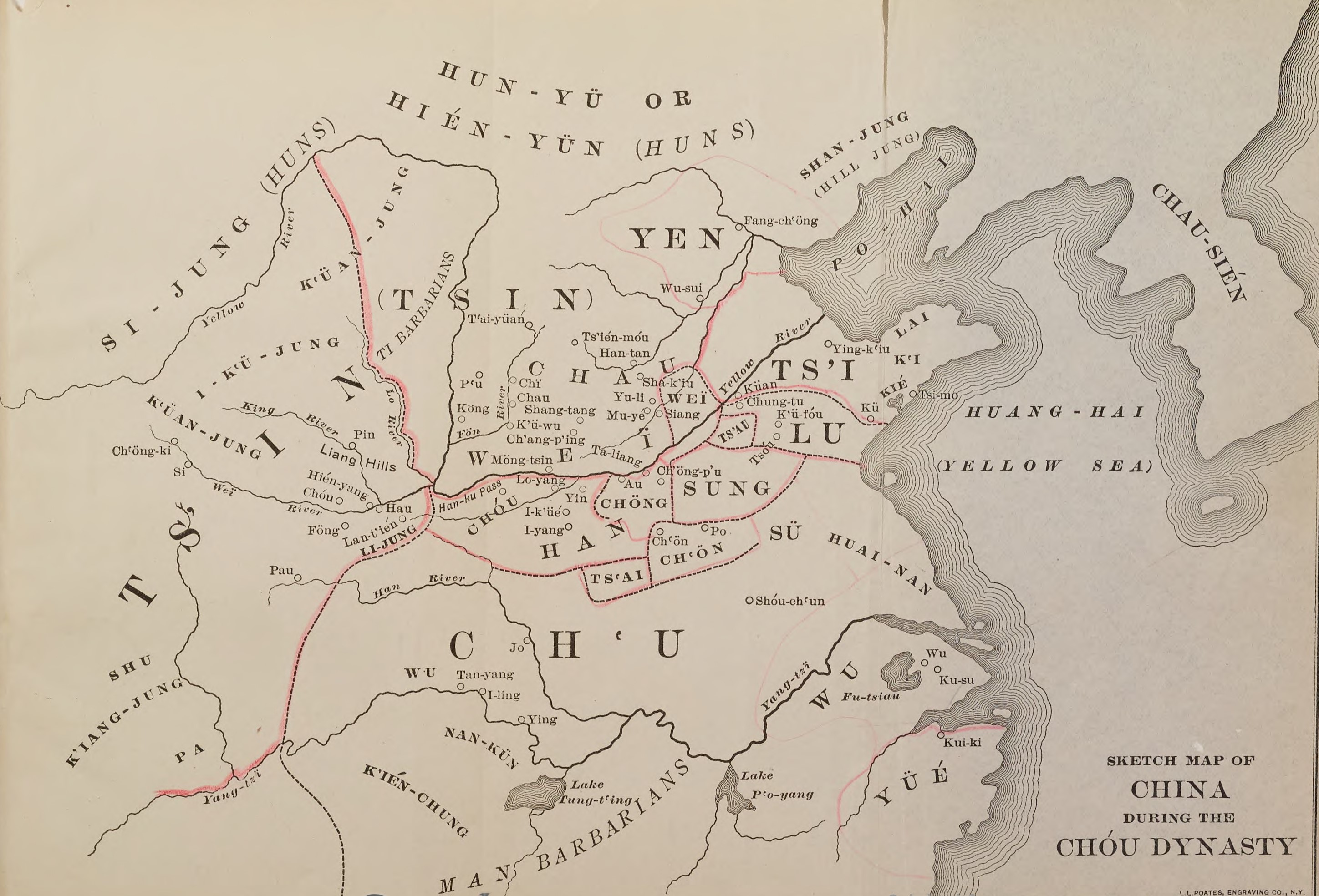
Karte der Streitenden Reiche. Im Süden des Staates Chu die „Man-Barbaren“.

Aus geografischer Sicht siedelten die Man in Gebieten südlich der Zentralchinesischen Ebene beziehungsweise am Südufer des Jangtsekiang. Hier erstreckte sich der Staat Chu (auch Jing), der als semi-sinisiert und semi-barbarisch galt. Bei einem wesentlichen Teil der Bewohner von Chu dürfte es sich um Angehörige indigener Stammesgruppen gehandelt haben, die als Jing Man (荊蠻) zusammengefasst wurden. Die Herrschaft über diese Gruppen war allerdings meist mehr Anspruch als tatsächliche Kontrolle, denn die Könige von Chu führten wiederholt Feldzüge zur Unterwerfung der Man.
Während der Qin- und Han-Dynastien wurden die „barbarischen“ Volksgruppen im gesamten maritim geprägten Südosten, von der Jangtse-Mündung bis an den Golf von Tonkin, als Yue bezeichnet. Die „Hundert-Yue-Stämme“ (Baiyue) galten im weitesten Sinne als eine Untergruppe der Nanman. Als keine Yue, sondern Man im engeren Sinne galten dagegen die Bewohner des kontinental geprägten Südwestens, von Hubei und Jiangxi über Hunan bis nach Sichuan. Die drei wichtigsten Man-Gruppen dieser Region waren die Pangu (槃瓠), die Linjun (廪君) und die Bandun (板楯).
Während der kriegerischen Jahrhunderte nach dem Zusammenbruch der Han-Dynastie – von der Zeit der Drei Reiche bis zu den Südlichen und Nördlichen Dynastien – gewannen die Man-Stämme zeitweise große Macht. Im Norden drangen diverse Untergruppen bis nach Shaanxi, Henan und Anhui vor. Im Süden entstand in der Nanzhong-Region (Yunnan, Guizhou) ein größeres Man-Reich, das im Jahr 225 vom Staat Shu Han erobert wurde. Die Unterwerfung des Nanman-Anführers Meng Huo durch Zhuge Liang findet sich in fiktionalisierter Form im Roman Die Geschichte der Drei Reiche.
Da viele Man-Stämme im Niemandsland zwischen den sich bekriegenden chinesischen Staaten siedelten und ihre Loyalität flexibel an die sich ändernden Machtverhältnisse anpassten, konnten sie lange eine eigenständige Identität bewahren. Während der Nördlichen und Südlichen Dynastien erkannten sie mal den Kaiser im Norden und mal den Kaiser im Süden als Oberherrscher an. Die südlichen Dynastien standen den Man aber grundsätzlich näher und schufen für diese auch eigene Verwaltungsstrukturen mit indigenen Beamten. Da die Man weniger Steuern zu zahlen hatten, gaben sich teilweise auch Han-Chinesen als Man aus. Umgekehrt wurden rebellische Man-Stämme gewaltsam umgesiedelt und sinisiert.
Die Wiedervereinigung und Zentralisierung des chinesischen Kaiserreichs durch die Sui- und Tang-Dynastien beendete schließlich die Eigenständigkeit der Man. Die Bezeichnung wurde aber weiterhin für ethnische Minderheiten in Südchina verwendet. Ab der Yuan-Dynastie wurde Man schließlich durch den etymologisch ähnlichen Begriff Miao abgelöst. Dieser wurde insbesondere für Hmong-Mien-sprachige Volksgruppen (Hmong-Miao, Yao, She) verwendet.